# Adrian Willaert
Adrian Willaert (mit diversen Alternativschreibweisen, * um 1490 in Roeselare (französisch: Roulers); † 7. Dezember 1562  in Venedig) war ein franko-flämischer Komponist und Kapellmeister der Renaissance.

## Leben und Wirken

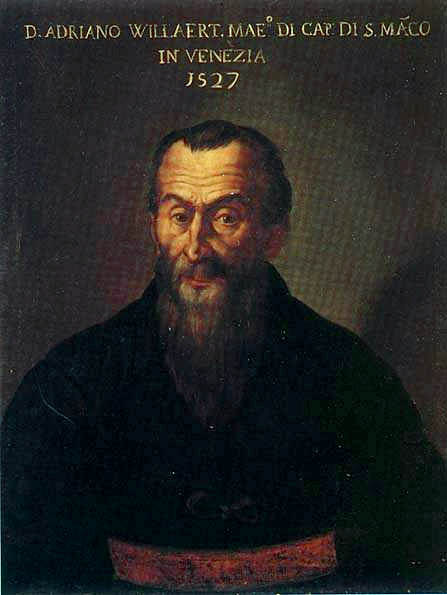
Adrian Willaert, Gemälde von 1527

Nachdem Ort und Jahr der Geburt von Adrian Willaert nirgends dokumentiert worden sind, haben genealogische Untersuchungen in neuerer Zeit (Aerbeydt 1978) die Umgebung der westflandrischen Stadt Roeselare, etwa 40 Kilometer südlich von Brügge, als den wahrscheinlichsten Geburtsort des Komponisten nahegelegt, was schon Willaerts Zeitgenosse Jacobus de Meyers 1531 angegeben hatte. Dagegen wird der mögliche Geburtsort Brügge selbst, von Franciscus Sweertius (Antwerpen 1628) genannt und von vielen Musikhistorikern des 19. Jahrhunderts übernommen, heute als ziemlich unwahrscheinlich angesehen. Das Geburtsjahr wird heute allgemein um 1490 angenommen; über Willaerts Herkunftsfamilie und Jugendzeit ist nichts überliefert. Sein Schüler Gioseffo Zarlino berichtet 1571 rückblickend von einem mehrjährigen Aufenthalt des Meisters etwa 1510 bis 1515 in Paris, wo Willaert zunächst Rechtswissenschaft studierte, dies dann zugunsten der Musik aufgab und Schüler bei Jean Mouton, einem Mitglied der königlichen Kapelle Ludwigs XII., wurde. Wenn auch diese Aussage nur von Zarlino stammt, so sind es doch stilistische Ähnlichkeiten, die Wahl der Vorlagen für Willaerts Parodiemessen sowie gemeinsame Handschriften und Drucke, die auf einen nahen Bezug Willaerts zu Mouton und zu seinem Umfeld hindeuten.
Der Mailänder Kardinal Ippolito I. d’Este, ein Bruder Alfonsos I. d’Este (des Herzogs von Ferrara), der seit 1496 auch Bischof von Erlau in Ungarn war und sich 1515 in Rom aufhielt, berief Willaert („Adriano cantore“) am 8. Juli 1515 als Kapellmeister in seinen Dienst; er reiste mit ihm und seinem weiteren Gefolge im Oktober 1517 nach Ungarn und kehrte im August 1519 nach Ferrara zurück. In diese Zeit fällt die von Zarlino berichtete Anekdote, dass Willaerts sechsstimmige Motette „Verbum bonum et suave“ von den Sängern der päpstlichen Kapelle als vermeintliche Komposition von Josquin Desprez zunächst hoch geschätzt wurde, dann aber abgelehnt wurde, nachdem sich Willaert als der tatsächliche Verfasser herausgestellt hatte. Ippolito I. starb unerwartet im September 1520, woraufhin Willaert von dessen Bruder Alfonso in seine Kapelle aufgenommen wurde. Alfonsos Sohn Ippolito II. d’Este (1509–1572), der schon als Zehnjähriger zum Erzbischof von Mailand ernannt worden war, aber in Ferrara residierte, übernahm Willaert 1525 in seinen Dienst. Mit der Familie d’Este, die für ihr Mäzenatentum bekannt war, blieb der Komponist zeitlebens eng verbunden.
Im Jahr 1527 wurde Adrian Willaert die Stellung eines Kapellmeisters der Basilica di San Marco in Venedig angeboten. Diesen Posten zu bekommen, war schon zu dieser Zeit eine hohe Auszeichnung. Der Komponist trat am 12. Dezember dieses Jahres das Amt an und behielt es 35 Jahre lang bis zu seinem Tode; erst durch sein Wirken bekam diese Stelle ihre in ganz Europa herausragende Bedeutung. Willaert war der Nachfolger des Petrus de Fossis († vor dem 7. Juli 1526) und bekam anfangs dessen Gehalt von 70 Dukaten. Danach folgten stufenweise Erhöhungen bis 200 Dukaten, die er im Jahr 1556 erreichte. Eine Ehefrau mit Namen Susanna ist in den verschiedenen hinterlassenen Testamenten ebenso erwähnt wie seine Schwester, deren Ehemann und beider Sohn Alvise; eigene Kinder scheint Willaert nicht gehabt zu haben. Vorrangige Aufgabe des Komponisten war die Leitung des Domchors, der zunächst aus 20 Männerstimmen bestand und später etwas größer wurde. Er unterrichtete auch die Knabenstimmen, eine Aufgabe, derer er 1542 entbunden wurde, nachdem hierfür ein Gesangslehrer eingestellt worden war. Die Neuaufnahme von Sängern wie auch der beiden Domorganisten erfolgte durch eine Prüfung mit der Beurteilung durch den Kapellmeister, den Vorgesetzten der Kapelle und langjährige Kapellsänger.
In den Jahren 1542 und 1556 unternahm der Komponist Reisen in seine flandrische Heimat wegen familiärer Angelegenheiten; diese waren vielleicht auch durch Probleme infolge der französischen Invasionen in den Niederlanden verursacht. Kurz nach der ersten Reise erschienen bei dem Verleger Tielman Susato Drucke von Chansons Willaerts (1544). Von der zweiten Reise wurde er im November 1556 zurück erwartet; während seiner Abwesenheit wurde er von dem erfahrenen Kapellmitglied Marco Antonio Cavazzoni vertreten. Diesen Urlaub hat Willaert anscheinend beträchtlich überzogen. In den letzten Jahren in Venedig war Adrian Willaert von Krankheit gezeichnet; sein letztes Testament vom 12. November 1562 diktierte er als Bettlägeriger. Gut drei Wochen später verstarb der Komponist. Schon während seiner Krankheit wurden die Aufgaben des Kapellmeisters von Francesco Violante wahrgenommen, der seit 1542 als Gesangslehrer an San Marco wirkte; dieser führte die Vertretung weiter bis zum Amtsantritte des Cipriano de Rore im Jahre 1563.

## Bedeutung
Das musikalische Schaffen von Adrian Willaert umfasst beinahe alle Gattungen, die während der Renaissance gepflegt wurden. Sein Gesamtwerk besteht zum großen Teil aus geistlicher Musik, beinhaltet aber auch bedeutende weltliche Kompositionen; zu seinen Pionierleistungen gehören ab 1540 Beiträge zur noch jungen Gattung des polyphonen Ricercare und der erste Druck einer Komplet (1555). Von ihm sind zehn Messen überliefert, die auf eine relativ frühe Zeit des Komponisten zurückgehen, davon acht mit Sicherheit authentische, und fast alle vom Typ der Parodiemesse. Fünf der dazu gehörigen Vorlagen verweisen auf seine frühe Zeit: drei basieren auf Motetten von Jean Mouton und je eine auf Motetten von Jean Richafort und Mathieu Gascogne. Die wohl früheste Messkomposition (entstanden vor 1520) ist die sechsstimmige Messe „Mente tota“, die mit komplizierten Kanons gearbeitet ist und auf der Vorlage der Quinta pars der Motette „Vultum tuum“ von Josquin Desprez beruht. Seine wohl letzte Messkomposition ist die in seinen letzten Lebensjahren seinem Gönner Alfons II. d’Este gewidmete „Mittit ad virginem“; sie enthält einen in das Agnus Dei eingeflochtenen Huldigungskanon und zeigt Züge seiner späteren Schreibweise mit ihrer Neigung zu Variation und Detailarbeit, wie sie auch in seinen späteren Motetten zur Geltung kommt.
Eine herausgehobene Bedeutung in Willaerts Schaffen besitzen seine über 150 Motetten, die alle Stadien seiner kompositorischen Entwicklung begleiteten und, außer der handschriftlichen Überlieferung, in einer Reihe von Sammlungen (Individualdrucken) veröffentlicht wurden. Auffallend ist hier insbesondere die stilistische Vielfalt. Die Sammlung „Musica Nova“ aus dem Jahr 1559 verdient eine besondere Beachtung; sie enthält 27 Motetten, von denen 4 Kompositionen vierstimmig sind, 6 fünfstimmig, 12 sechsstimmig und 5 siebenstimmig. Ihre Texte gehen auf Sequenzen und Bibelzitate zurück. Typisch für die Musica Nova ist ihre prinzipiell syllabische Deklamation, welche Wort- und Taktbetonung koordiniert und Melismatik vermeidet; letztere erscheint dann in entsprechenden Ausnahmen zur Steigerung des Ausdrucks. Dies gilt insbesondere für die frei komponierten sechsstimmigen Motetten. Seine siebenstimmigen Motetten fallen durch ihre komplizierten Kanontechniken auf. In seinen früheren Motettensammlungen (1539 und 1545) werden teilweise Choralmelodien paraphrasiert, oder es wird der Schluss des ersten Teils am Ende des zweiten Teils wieder aufgegriffen (Reprisenmotette). Abwechslung nimmt einen hohen Rang ein; auf homophone Partien folgen Duos und vollstimmige Imitationen, und andere Stücke sind durchgehend imitiert oder auf eine Weise durchbrochen komponiert, die schwer zu verallgemeinern ist. „Bei der oft engen Folge von Zwischenschlüssen kommt eine Balance zwischen schließender und fortdrängender Wirkung zustande, die den paradoxen Eindruck eines gegliederten Fließens erzeugt“ (Wolfgang Horn in der Quelle MGG).
Die Hymnen des Komponisten stammen überwiegend aus dem Hymnendruck des Verlegers Ottaviano Scotto von 1542 und orientieren sich üblicherweise am Ablauf des Kirchenjahrs. Ein Kernbestand davon wurde auch im römischen Ritus verwendet; die meisten Hymnen sind für den choralmäßigen und polyphonen Alternatim-Vortrag eingerichtet. Die doxologische Schlussstrophe ist immer mehrstimmig und die polyphonen Strophen sind wie kleine Motetten komponiert. Handschriftlich sind nur wenige Hymnen überliefert. Die Vesperpsalmen von Adrian Willaert entstammen dem Druck von 1550, der auch Stücke von Jachet de Mantua und wenige Kompositionen anderer Autoren enthält. Die Werke dienen der Wiedergabe der liturgischen Praxis des Alternatim-Singens mit drei Arten von Kompositionen: Alternieren zwischen einstimmigen und mehrstimmigen Versen, Alternieren zwischen unterschiedlichen mehrstimmigen Versen und den „salmi spezzadi“ mit ihren stark getrennten Vorträgen jeder Chorhälfte; erst bei der abschließenden Doxologie vereinigen sich beide zur Achtstimmigkeit. Der Erstdruck von Vesperstücken und Komplet von 1555 durch den Verleger Antonio Gardano ist wegen seiner vier Stimmen auf kleine Verhältnisse ausgerichtet und war wohl deshalb so erfolgreich. Er enthält die beiden Psalmfolgen der Weihnachts- und Marienvesper, zwei Magnificats und Antiphonen zur Weihnachtsvesper sowie zwei weitere alternativ verwendbare Hymnen. Die sich anschließende Komplet Willaerts ist die erste ihrer Art, die im Druck erschienen ist und kann in besonderer Weise als „vertonte Liturgie“ gelten.
Die kunstvoll gearbeiteten Madrigale Willaerts waren für eine aristokratische Gesellschaft bestimmt, die für solche Feinheiten in Wort und Musik empfänglich war; auffallend ist, dass sie mit einer Ausnahme (Panfilo Sasso) nur auf Texte von Francesco Petrarca zurückgehen. Seine frühen vierstimmigen Madrigale orientieren sich strukturell weitgehend an Jacobus Arcadelt und Philippe Verdelot hinsichtlich der Beachtung der Versgrenzen und einer gewissen Dominanz der obersten Stimme. Nach 1540 entstanden Madrigale, die sich ähnlich wie Motetten in zwei Teile gliedern und in einer vom Text geprägten Melodik einen subtil durchbrochenen Satz zeigen. Einige dieser Madrigale haben einen feststellbaren Bezug zu Personen oder zeitgenössischen Ereignissen. In den späteren Madrigalen, die in dem Band der Musica Nova stehen, überlagert in der einen Gruppe das Abwechseln von Stimmgruppen die Sonettstruktur der Texte, während in der anderen Gruppe eine Gliederung in zwei Teile sichtbar wird und durch diese äußere Annäherung an die Motette eine beabsichtigte Veredelung des Madrigals stattfindet.
Auch Willaerts Stücke im weniger strengen Stil sind in der Komposition ernsthaft ausgearbeitet; hierzu gehören seine gut 15 vierstimmigen Stücke nach Art der Canzone villanesca alla napolitana und einer Greghesca „Dulce padrun, mi ho cognosuo“, eine der spätesten Kompositionen des Meisters. In seinen Chansons vom früheren Typ wird ein leichter Ton angeschlagen, sie erscheinen oft als Bearbeitung einer schon vorhandenen Melodie; dagegen ist der spätere Typ kontrapunktisch sorgfältig gearbeitet und zeigt eine stärkere Bezogenheit zwischen sprachlichen und musikalischen Akzenten. Die fünf- und sechsstimmigen Chansons besitzen vermehrt kanonische Konstruktionen nach dem Vorbild Josquins. Die 13 dreistimmigen und 9 vierstimmigen Ricercari sind rein instrumentale Stücke, bei denen die Ausführung nicht festgelegt ist (Instrumentalensemble oder in zweiter Linie auch die Orgel). Hier kommt eine abschnittsweise Durchimitation zum Zuge, und wegen des fehlenden Textes treten die motivischen Bezüge zwischen den Abschnitten stärker hervor.
Adrian Willaert genoss schon zu Lebzeiten ein hohes Ansehen durch sein Amt des Kapellmeisters am venezianischen Markusdom, was sich auch in der Entstehung eines „Willaert-Kreises“ niederschlug. Dieser Kreis kann als Keimzelle der Venezianischen Schule gelten. Zu diesem Umfeld des Komponisten gehörten A. Barges, Leonardus Barré, Jacquet de Berchem, Girolamo Parabosco, Baldissera Donato, Antonio Francesco Doni, H. Naich, Jean Nasco, Claudio Merulo, Perissone (P. Cambio), Costanzo Porta, Silvestro Ganassi, Gioseffo Zarlino, Cipriano de Rore und viele weitere namhafte Personen Venedigs; etliche von diesen waren Schüler Willaerts und haben sich auch als Komponisten einen Namen gemacht. Sein relativ früh entstandenes Stück „Quid non ebrietas“ lieferte ausgiebigen Diskussionsstoff für die Musiktheoretiker Giovanni Spataro, Pietro Aaron, Ercole Bottrigari, Giovanni Maria Artusi und Angelo Berardi. In besonderer Weise hat Willaerts Schüler (seit 1541) Gioseffo Zarlino durch seine Schriften, so durch Le istitutioni harmoniche, den Ruhm des Komponisten gemehrt und bewahrt. Im Hinblick auf seine achtstimmigen Salmi spezzati kann Willaert auch als Vorläufer und Wegbereiter der Mehrchörigkeit gelten, aber nicht als deren Erfinder. Die großen europäischen Verleger und Musikdrucker zu Willaerts Zeit in Venedig, Rom, Antwerpen, Lüttich, Paris, Lyon, Nürnberg und Augsburg hatten lebhaftes Interesse an seiner geistlichen wie weltlichen Musik und trugen zur Verbreitung seiner Werke erheblich bei. Die bei Willaert in der Venezianischen Schule gegründeten Lehrer-Schüler-Generationen reichen bis in die Barockzeit und in die Barockmusik hinein. Die Musik Willaerts hatte dagegen kein bedeutendes Nachleben, nachdem sein beharrliches Perfektionsstreben nicht zu Kompositionen führte, die sich bei oberflächlicher Begegnung schon dem Gedächtnis einprägen können, so dass sie der damaligen Mode folgend kaum noch aufgeführt wurden und an Popularität verloren. So spricht Giulio Cesare Monteverdi, der Bruder von Claudio Monteverdi, in den Scherzi musicali (1607) von Willaert als dem kompositorischen Vollender der sogenannten Prima prattica, während die Anfänge der zukunftsträchtigen Seconda prattica auf den Willaert-Schüler und Nachfolger Cipriano de Rore zurückgehen. „Insgesamt hat Adrian Willaert durch die Vielseitigkeit seiner Begabung und durch die Kraft seiner Persönlichkeit seinem Amt Glanz und Würde verliehen und darüber hinaus auf hoher künstlerischer Ebene Überliefertes und Neues verschmolzen, indem er die drei damals führenden Musikstile, den niederländischen, den französischen und den italienischen Stil, zu einer Synthese von großer historischer Tragweite geführt hat“ (Walter Gerstenberg in der Quelle Honegger-Massenkeil).

## Werke (summarisch)
- Messen und Messteile
  - Missa „Christus resurgens“ zu vier Stimmen
  - Missa „Gaude, Barbara“ zu vier Stimmen
  - Missa „Laudate Deum“ zu vier Stimmen
  - Missa „Osculetur me“ zu vier Stimmen
  - Missa „Queramus cum pastoribus“ zu vier Stimmen, 1. Komposition
  - Missa „Queramus cum pastoribus“ zu vier Stimmen, 2. Komposition, Zuschreibung fraglich
  - Missa „Benedicta es“ zu fünf Stimmen, Zuschreibung fraglich
  - Missa (mi-ut-mi-sol) zu fünf Stimmen
  - Missa „Mente tota“ zu sechs Stimmen
  - Missa „Mittit ad virginem“ zu sechs Stimmen
  - Kyrie („Cunctipotens genitor“) zu vier Stimmen
- Motetten aus „Musica quatuor vocum […] liber primus, liber secundus“, Venedig 1539
  - 55 Kompositionen
- Motetten aus „Musica quinque vocum […] liber primus“, Venedig 1539, alle zu fünf Stimmen
  - 23 Kompositionen
- Motetten aus „Musicorum sex vocum […] liber primus“, Venedig 1542, alle zu sechs Stimmen
  - 15 Kompositionen
- Motetten aus „Musica Nova“ zu vier bis sieben Stimmen, Venedig 1559
  - 27 Kompositionen
- Madrigale aus „Musica Nova“ zu vier bis sieben Stimmen, Venedig 1559
  - 25 Kompositionen
- Motetten, die in Sammeldrucken überliefert sind
  - 39 Kompositionen
- Motetten, die handschriftlich überliefert sind
  - 28 Kompositionen
- Motetten mit zweifelhafter oder irrtümlicher Zuschreibung
  - 8 Kompositionen
- Motetten, die verloren gegangen sind
  - 8 Kompositionen
- Hymnen aus „Hymnorum musica secundum ordinem romanae ecclesiae“, Venedig 1542
  - 25 Kompositionen
- Hymnen, die handschriftlich überliefert sind
  - 9 Kompositionen
- Psalmen aus „I salmi appertinenti alli vesperi per tutte le feste dell’anno“, Venedig 1550
  - 14 Kompositionen
- Fragliche Zuschreibungen von Psalmen, Magnificat und eines Versikels
  - 11 Kompositionen
- Psalmen und andere geistliche Gesänge aus „I sacri e santi salmi che si cantano a Vespro e Compienta“, Venedig 1555
  - 35 Kompositionen
- Lamentationen und Johannespassion
  - 2 Kompositionen
- Madrigale aus „Musica Nova“
  - 31 Kompositionen
- Canzoni villanesche und Greghesca
  - 14 Kompositionen
- Zweifelhafte und fälschlich zugeschriebene Werke mit italienischem Text
  - 15 Kompositionen
- Französische Chansons aus der Sammlung „La Couronne et fleur des chansons à troys“, Venedig 1536
  - 20 Kompositionen
- Französische Chansons aus der Sammlung „Mellange de chansons tant des vieux autheurs que des modernes“, Paris 1572
  - 24 Kompositionen
- Französische Chansons außerhalb der großen Sammlungen
  - 19 Kompositionen
- Zweifelhafte oder irrtümliche Zuschreibungen von Chansons, auch von Liedern mit deutschem Text
  - 9 Kompositionen
- 1 verschollene Chanson zu sechs Stimmen, erwähnt bei Zarlino 1558
- Instrumentalmusik
  - 13 Ricercari zu drei Stimmen
  - 9 Ricercari zu vier Stimmen (davon 2 mit fraglicher Zuschreibung)